# Stehende Dame zwischen Blumen

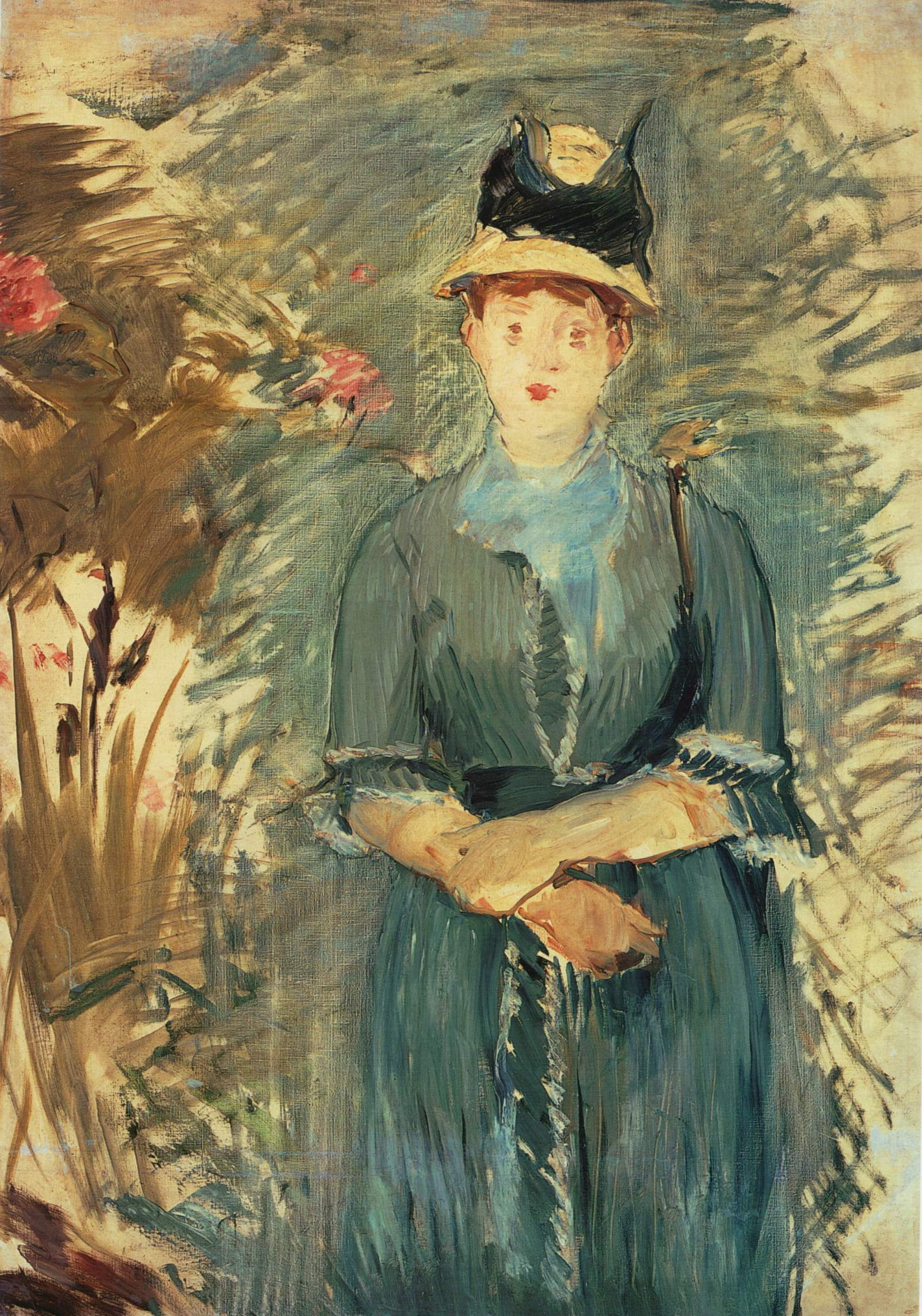
Stehende Dame zwischen Blumen
Édouard Manet, 1876–79
113,5 × 80,5 cm
Öl auf Leinwand
Musée des Beaux-Arts, Lyon

Stehende Dame zwischen Blumen oder Mädchen im Garten (französisch Jeune fille dans les fleurs) ist ein Gemälde des französischen Malers Édouard Manet. Das zwischen 1876 und 1879 in Öl auf Leinwand gemalte Werk wurde nach Manets Tod beschnittenen und hat heute eine Höhe von 113,5 cm und eine Breite von 80,5 cm. Dargestellt ist eine unbekannte junge Frau in einem nur skizzenhaft ausgeführten Garten. Das in der freien Natur entstandene Bild veranschaulicht die deutlich vom Impressionismus beeinflusste Malweise in Manets Spätwerk. Das Bild gehört zur Sammlung des Musée des Beaux-Arts in Lyon.

## Bildbeschreibung
Das Gemälde zeigt eine junge Frau in einem Garten. Manet hat sie stehend in Frontalansicht wiedergegeben und ihre Position von der Bildmitte leicht nach rechts versetzt. Sie schaut direkt zum Bildbetrachter. Ihr Gesicht zeigt einen blassen Teint und nur die geschlossenen Lippen treten mit einem lebhaften Rot hervor. Mit nur wenigen Pinselstrichen hat Manet die braunen Augen, die Augenbrauen sowie die Konturen der Nase angedeutet. Die Ohren sind nicht vom Haar bedeckt. Einige rotbraune Haarsträhnen ragen an der Stirn unter einem glockenförmigen Strohhut hervor. Die restlichen Haare trägt die junge Frau vermutlich hoch gesteckt unter dem Hut verborgen, so wie es der Mode der Zeit entsprach. Der helle Strohhut ist mit schwarzem Material verziert, bei dem es sich um einen dünnen Stoff oder um Federschmuck handeln könnte. Die junge Frau trägt ein langes grünes Kleid, wobei der Körper vom unteren Bildrand etwa auf Höhe der Knie abgeschnitten ist. Das Kleid hat Manet mit langen vertikalen Pinselstrichen gemalt. Hier könnte ein Streifenmuster angedeutet sein. In der Brustmitte, zwischen den Beinen und an den bis zu den Ellenbogen reichenden Ärmelenden befindet sich jeweils ein durch weiße Pinselstriche erzeugtes Rüschendekor. An der Taille ist ein durch breite horizontale Pinselstriche gemalter Gürtel oder eine Schleifenband zu erkennen. Um den Hals hat die Porträtierte ein zur Schleife gebundenes hellblaues Tuch. Ein weiteres Requisit ist ein unter dem linken Arm geklemmter dünner brauner Stock mit flachem Aufsatz. Hierbei könnte es sich um das untere Ende und den Knauf eines nach hinten ragenden Sonnenschirms handeln. Die Unterarme sind vor dem Körper gekreuzt, wobei die linke Hand den rechten Arm umfasst. Möglicherweise trägt die Frau lange, bis über die Unterarme reichende Handschuhe, worauf eine scharfe Trennlinie vor den Ellenbogen hinweist. Nur wenige Bereiche der Frau wirken fertig ausgearbeitet. Am ehesten trifft dies auf Teile des Kleides zu. Andere Partien sind im Stadium der Skizze verblieben. Im Bereich des Halstuches und links und rechts neben dem Gesicht wirkt es so, als habe der Maler hier einen Teil des Farbauftrages wieder abgekratzt – ein Vorgehen, das für Manets Arbeitsweise typisch wäre.
Der Hintergrund ist noch weniger als die Figur ausgeführt. In vielen Bildteilen ist die noch unbemalte Leinwand sichtbar. Rund um die Dargestellte sind grüne Flächen gemalt, die zu den Bildrändern hin ausfransen und in einzelne horizontale oder sich teilweise kreuzende diagonale Striche übergehen. Diese dünn aufgetragene Farbe des Hintergrunds lässt auf eine schnelle Malweise schließen. Unklar bleibt, was der grüne Hintergrund darstellen soll. Neben einer einfachen Rasenfläche sind auch andere florale Dekorationen wie Hecken oder Büsche denkbar. Etwas deutlicher wurde Manet am linken Bildrand, wo ein blühender Strauch zu erkennen ist. Die beiden rosafarbenen Blüten befinden sich auf Höhe des Gesichts der jungen Frau. Um sie herum ist in ockerfarbenen Flächen und bräunlichen Schlangenlinien ein Blattwerk skizziert. Weiter unten gibt es einen schilfartigen Bewuchs und in der Ecke unten links einen braunroten Farbauftrag, der nicht weiter zuzuordnen ist. Anders als der Bildtitel Stehende Dame zwischen Blumen vorgibt, steht die porträtierte junge Frau nicht zwischen den Blumen, sondern neben einem blühenden Strauch. Das Bild ist weder datiert noch mit einer Signatur versehen.
Bevor das Bild 1997 in das Musée des Beaux-Arts in Lyon gelangte, wurde es nur selten öffentlich ausgestellt. Entsprechend gering ist die öffentliche Rezeption zu diesem Gemälde. Anlässlich der Berliner Manet-Ausstellung 1928 schrieb der Kunstkritiker Max Osborn in der Zeitschrift Deutsche Kunst und Dekoration über das Bild: „das im Augenblick Verschwindende, Vorüberhuschende des Eindrucks ist mit einer Hexerei luftigster malerischer Mittel wie in Erz gemeißelt festgebannt“.

## Hintergrund
Zur Entstehung des Bildes, seiner Datierung und der Identität der dargestellten jungen Frau ist wenig bekannt. Manets Biograf Adolphe Tabarant hat das Bild in seinem Werkverzeichnis von 1947 auf das Entstehungsjahr 1876 datiert. Er ging davon aus, dass das Gemälde en plein air während eines Sommeraufenthaltes bei dem mit Manet befreundeten Tuchhändler Ernest Hoschedé auf dem Château de Rottembourg in Montgeron entstand. Andere Kunsthistoriker wichen später von dieser Datierung ab. 1975 nahmen Denis Rouart und Daniel Wildenstein in ihrem Manet-Werkverzeichnis für das Gemälde das Entstehungsjahr 1879 an. Ihre Datierung begründeten sie mit stilistischen Vergleichen mit anderen Gemälden aus dem vom Impressionismus beeinflussten Spätwerk Manets. Die von Rouart/Wildenstein ebenfalls auf das Jahr 1879 datierten Bilder Frau im Garten (Barnes Foundation, Philadelphia) und Junge Frau im Garten (Privatsammlung) zeigen zudem Ähnlichkeiten im Motiv. Die Datierung der vorgenannten Bilder ist jedoch ebenfalls umstritten.
Das Musée des Beaux-Arts in Lyon, in dessen Besitz sich das Gemälde Stehende Dame zwischen Blumen seit 1997 befindet, hat sich der These von Tabarant angeschlossen. Es geht ebenfalls davon aus, dass das Gemälde auf dem Landsitz von Ernest Hoschedé in Montgeron entstanden sei, datiert das Bild jedoch abweichend auf das Jahr 1877, da Manets Besuch in Montgeron für dieses Jahr belegt ist. Für den Ort Montgeron und die Datierung sprechen Übereinstimmungen mit anderen Bildern Manets, die nachweislich während eines Aufenthaltes auf Château de Rottembourg entstanden sind. So zeigt Manet in dem Gemälde Der kleine Jacques Hoschedé im Garten (Nationalmuseum für westliche Kunst, Tokio) einen Sohn des Gastgebers in ähnlichem Arrangement wie die junge Frau in Stehende Dame zwischen Blumen. Beide sind vor grünem Hintergrund neben einer blühenden Pflanze positioniert. Zudem malte Manet in Montgeron das Bildnis Ernest Hoschedé mit seiner Tochter Marthe (Museo Nacional de Bellas Artes, Buenos Aires). Das Bild ist in Teilbereichen ebenso wie Stehende Dame zwischen Blumen nur skizzenhaft ausgeführt. Die im Bild neben Ernest Hoschedé zu sehende Tochter Marthe weist darüber hinaus ähnliche Gesichtszüge wie die Junge Frau in Stehende Dame zwischen Blumen auf. Es ist daher durchaus möglich, dass es sich bei der Dargestellten in Stehende Dame zwischen Blumen um eine der Töchter von Ernest Hoschedé handelt. Neben Marthe kämen hier auch die Töchter Blanche und Suzanne in Frage.

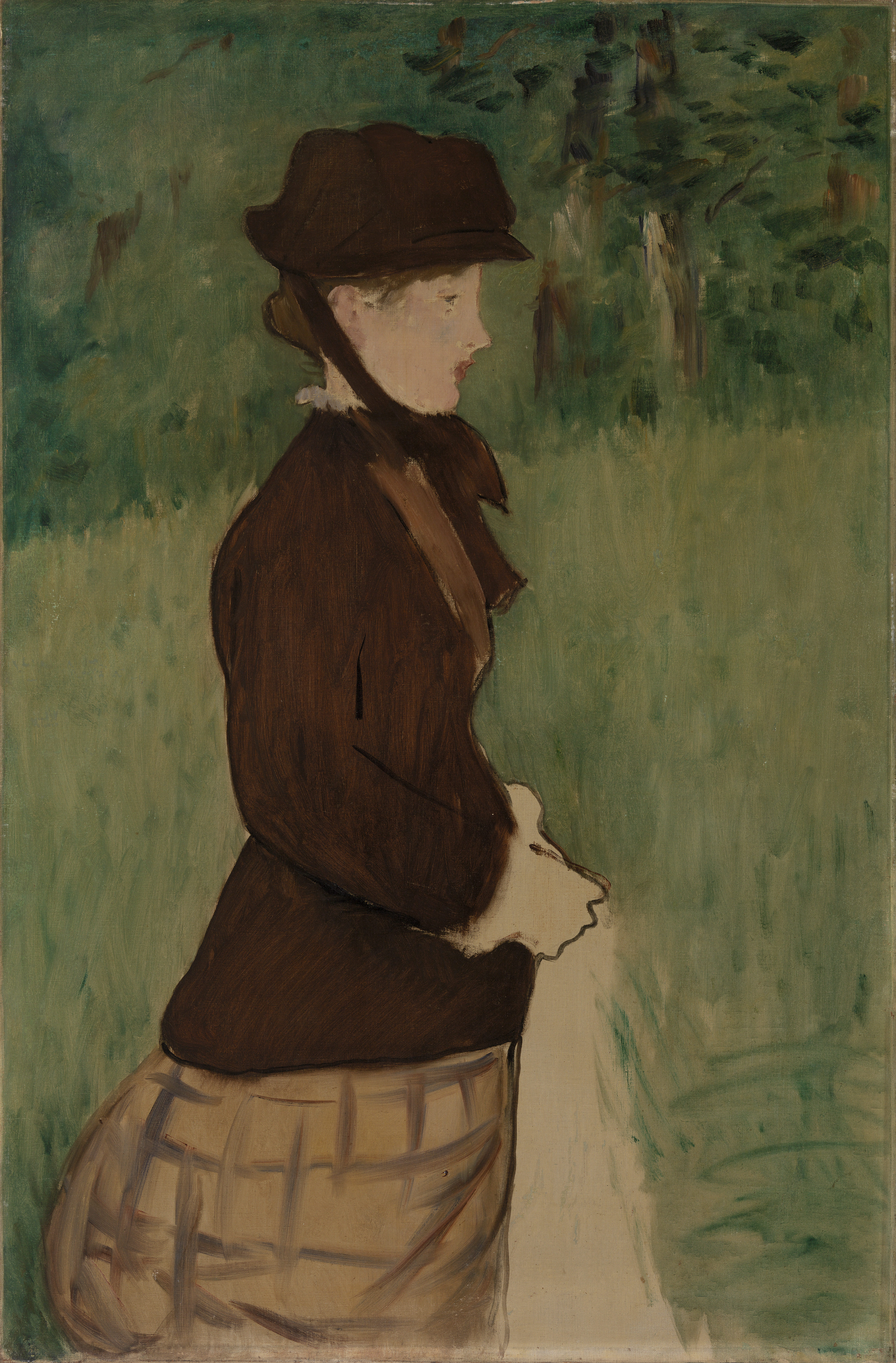
Édouard Manet: Frau im Garten, 1879
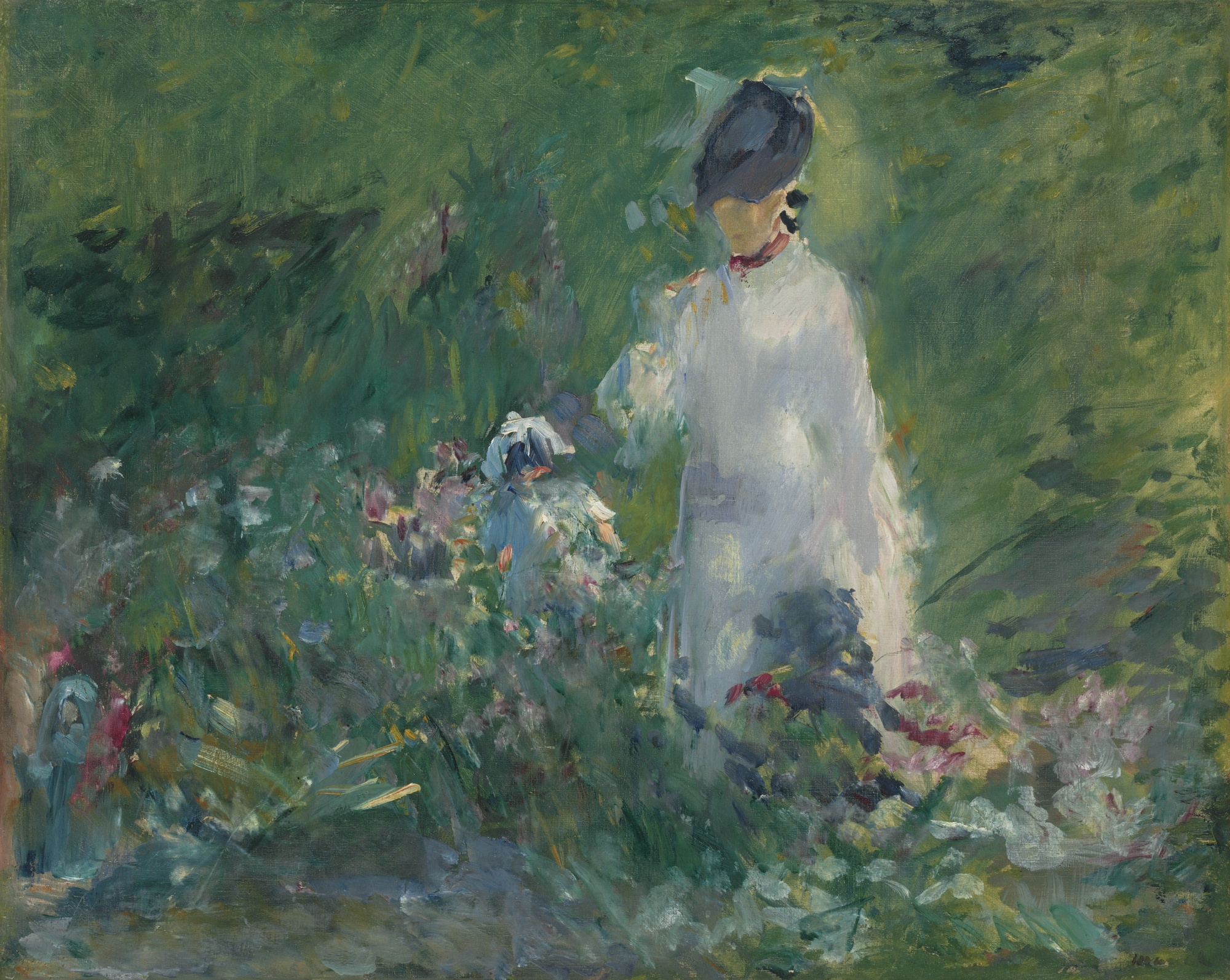
Édouard Manet: Junge Frau im Garten, 1879
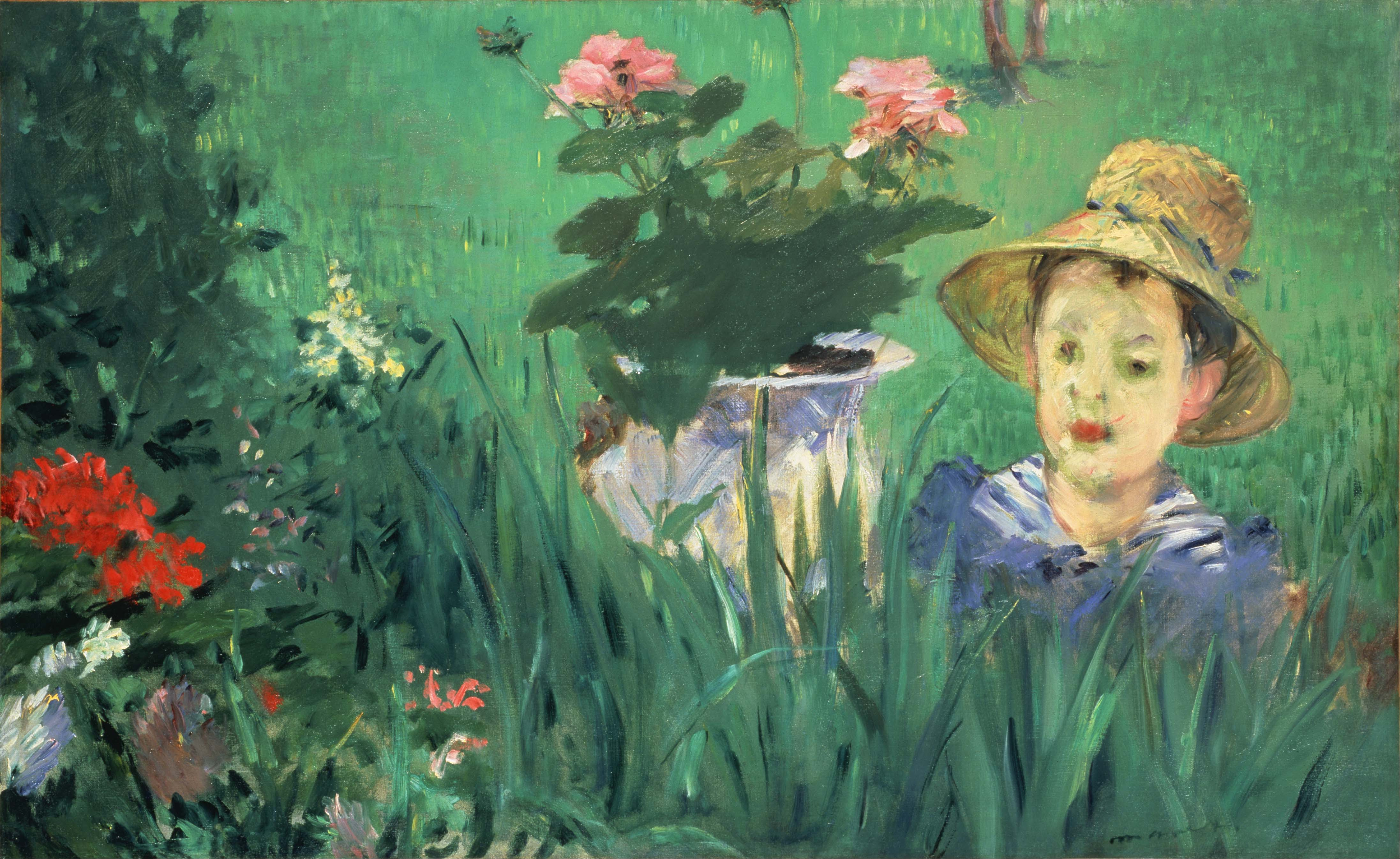
Édouard Manet: Der kleine Jacques Hoschedé im Garten, um 1876–1877
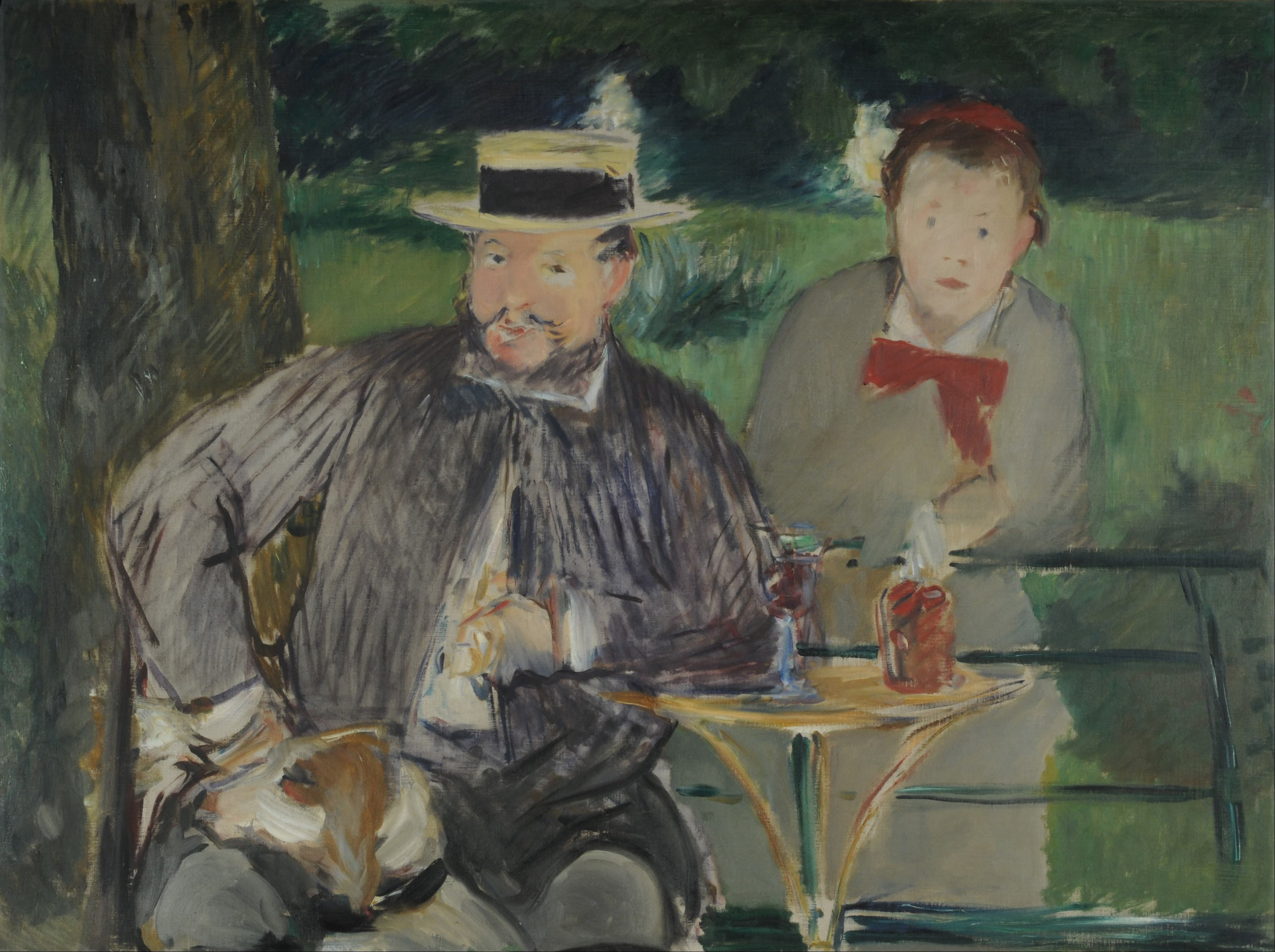
Édouard Manet: Bildnis Ernest Hoschedé mit seiner Tochter Marthe, um 1876–1877

## Provenienz
Das Gemälde war bis zu Manets Tod in seinem Besitz. Bei Manets Nachlassauktion am 4. und 5. Februar 1884 im Auktionshaus Hôtel Drouot kam es als Nummer 63 zur Versteigerung und ging für 160 Franc an den mit Manet befreundeten Komponist Emmanuel Chabrier. Chabrier hatte sich von Manet 1880 porträtieren lassen und besaß mehrere Gemälde seines Freundes. Nach Chabriers Tod ließen die Erben seine Kunstsammlung am 26. März 1896 im Hôtel Drouot versteigern. Bei dieser Gelegenheit gelangte das Bild – Los-Nummer 11 der Auktion – in den Besitz des Kunsthändlers Paul Durand-Ruel. Er beschnitt das ursprünglich 114 cm hohe und 95 cm breite Bild an den Seiten und entfernte dabei weitestgehend unbemalte Teile der Leinwand, um es besser verkaufen zu können. Die nächsten Eigentümer waren nacheinander die Pariser Kunsthändler Paul Rosenberg, Étienne Bignou und Georges Bernheim. Letzterer übernahm das Bild schließlich in seine Privatsammlung. Bei der Versteigerung der Sammlung von Georges Bernheim am 7. Juni 1935 in der Galerie Charpentier kam das Gemälde als Nummer 61 erneut zum Verkauf und ging an André Schoeller aus Paris. Der nächste Besitzer war der Diamantenhändler und Kunstsammler Myran Eknayan, der im Pariser Vorort Neuilly-sur-Seine lebte. Nach seinem Tod vermachte er seine Kunstsammlung der ehemaligen Schauspielerin Jacqueline Delubac, die er erst wenige Jahre zuvor geheiratet hatte. Delubac hinterließ das Bild schließlich dem Musée des Beaux-Arts in Lyon, wo es zusammen mit anderen Werken der Sammlung Eknayan und Bildern ihrer eigenen Kunstsammlung ausgestellt wird.